# Dietersdorf bei Fürstenfeld
Dietersdorf ist eine Ortschaft und eine Katastralgemeinde der Gemeinde Bad Loipersdorf im Bezirk Hartberg-Fürstenfeld in Steiermark.

## Geografie
Das Dorf befindet sich südöstlich von Fürstenfeld beim Stadtwald und besteht aus der Rotte Mitterbreiten und den zerstreuten Häusern Mühlwinkel. 

## Siedlungsentwicklung
Zum Jahreswechsel 1979/1980 befanden sich in der Katastralgemeinde Dietersdorf insgesamt 102 Bauflächen mit 33.444 m² und 112 Gärten auf 231.234 m², 1989/1990 gab es 157 Bauflächen. 1999/2000 war die Zahl der Bauflächen auf 254 angewachsen und 2009/2010 bestanden 216 Gebäude auf 518 Bauflächen.

## Geschichte
Im Juli 1683 überfielen die Kuruzen den Ort und brannten einige Häuser nieder.
Laut Adressbuch von Österreich waren im Jahr 1938 in Dietersdorf ein Binder, drei Gastwirte, ein Gemischtwarenhändler, ein Schmied, ein Schneider und zwei Schneiderinnen, zwei Schuster, ein Spengler und zwei Tischler ansässig.

## Bodennutzung
Die Katastralgemeinde ist landwirtschaftlich geprägt. 225 Hektar wurden zum Jahreswechsel 1979/1980 landwirtschaftlich genutzt und 327 Hektar waren forstwirtschaftlich geführte Waldflächen. 1999/2000 wurde auf 211 Hektar Landwirtschaft betrieben und 328 Hektar waren als forstwirtschaftlich genutzte Flächen ausgewiesen. Ende 2018 waren 184 Hektar als landwirtschaftliche Flächen genutzt und Forstwirtschaft wurde auf 329 Hektar betrieben. Die durchschnittliche Bodenklimazahl von Dietersdorf beträgt 47,6 (Stand 2010).